# Andrea Schulte
Andrea Schulte (* 1957 in Essen) ist eine deutsche evangelische Religionspädagogin.

## Leben
Nach Abschluss ihres Lehramtsstudiums (evangelische Theologie, Anglistik) promovierte sie 1991 an der Universität Bochum. 1998 habilitierte sie sich an der Universität Oldenburg. Seit 2001 lehrt sie als Professorin für Religionspädagogik an der Universität Erfurt.
Ihre Forschungsschwerpunkte sind gegenwärtige Herausforderungen religiöser Sprachbildung und Kommunikation im Religionsunterricht; Theorie und Praxis des evangelischen Religionsunterrichts unter den Bedingungen von Konfessionslosigkeit und Atheismus; Didaktik und Methodik außerschulischer Lernorte und evangelische Schulen in religiös indifferenten Kontexten – Chancen und Herausforderungen.

## Schriften (Auswahl)
- Religiöse Rede als Sprachhandlung. Eine Untersuchung zur performativen Funktion der christlichen Glaubens- und Verkündigungssprache. Frankfurt am Main 1992, ISBN 3-631-44404-4.
- Die Bedeutung der Sprache in der religionspädagogischen Theoriebildung. Frankfurt am Main 2001, ISBN 3-631-36548-9.
- Welt als Thema der Religionspädagogik. Der Beitrag Friedrich Niebergalls. Waltrop 2002, ISBN 3-933688-71-X.
- Jeder Ort – überall! Didaktik außerschulischer religiöser Lernorte. Stuttgart 2013, ISBN 978-3-7668-4246-6.